# Salix doii
Salix doii är en videväxtart som beskrevs av Bunzo Hayata. Salix doii ingår i släktet viden, och familjen videväxter. Inga underarter finns listade i Catalogue of Life.